# 李柯勇
李柯勇（1974年10月—），男，河北唐山人，中共党员，中华人民共和国记者、政治人物。曾任中国共产主义青年团中央委员会书记处书记。现任中共新疆维吾尔自治区党委副秘书长、办公厅主任。